# Sergio Zarzar
Sergio Juan Zarzar Andonie (Chillán, 12 de enero de 1952) es un empresario, profesor y político chileno de origen palestino, vinculado al partido Renovación Nacional. Se desempeñó como presidente de Club Deportivo Ñublense, para posteriormente ser elegido alcalde de la comuna de Chillán, cargo que mantuvo por tres períodos entre los años 2008 y 2021, donde no pudo presentarse a la reelección por una reforma legal.

## Biografía
Nació en la ciudad de Chillán, sus padres fueron Constantino Zarzar y Helena Andonie. Egresó del Colegio Seminario Padre Hurtado en 1969, para que al año siguiente ingresara a la sede Ñuble de la Universidad de Chile, de la cual egresa titulado como profesor de Educación Física.
En 1984 se convierte en dirigente de Club Deportivo Ñublense. En la década de 1990 trabaja en la Empresa Periodística La Discusión, fundando el programa "Dimensión Deportiva" de radioemisora La Discusión y participando como columnista en el periódico La Discusión, más tarde conduciría un programa de televisión en el antiguo canal RTU y dirigiría la Revista Seminario.
Ya en el año 2004, ejerce como presidente de Ñublense y realiza una campaña comunicacional para sumar auspicios al club y que este, no cayera en una debacle económica, objetivo que fue cumplido, consiguiendo llevar al equipo a Primera División de Chile. Posteriormente, en 2007, asume como director de la Asociación Nacional de Fútbol Profesional.

### Alcaldía
En 2008, ganó las elecciones municipales en Chillán, al presentarse como candidato independiente a la Alcaldía de Chillán, apoyado por la Alianza por Chile. Debió enfrentar al candidato del oficialismo Julio San Martín Chandía quien iba apoyado por Concertación, fuerza que había ganado el municipio desde el año 1992, así como al representante comunista Boris Calderón.
La gestión edilicia de Sergio Zarzar inició 6 de diciembre de 2008, un mes después de la remodelación del Estadio Bicentenario Municipal Nelson Oyarzún para la Copa Mundial Femenina de Fútbol Sub-20 de 2008. Al año siguiente, en marzo de 2009 fallece su madre, quien fuera reconocida figura pública a nivel local. Restaura la Fiesta de la Vendimia de Chillán, cual no se realizaba desde 1952, y actualiza el plan regulador de la ciudad, cual se mantenía intacto desde 1989.
Días previos al Terremoto de Chile de 2010, las sesiones municipales se enfocaban en problemáticas administrativas en las Termas de Chillán, el traslado de bienes de Claudio Arrau para el Museo Interactivo Claudio Arrau León y la inauguración del primer Festival de Folcklore en el Estadio Nelson Oyarzún, horas previas al sismo. Para el 8 de marzo, la labor del municipio se enfocó en ayuda a los damnificados, habilitando escuelas como albergues, remoción de escombros y tareas de reconstrucción. En paralelo a eso, este año son inauguradas nuevas obras, como la remodelación de la Avenida Martín Ruiz de Gamboa, como también la reubicación de la Plaza Palestina.
El año 2011 son inauguradas las escuelas Marta Colvin, Quinchamalí, como también diversas multicanchas y salas cunas. Para 2014, su gestión ya ha desarrollado diversas obras, como la remodelación de la Avenida O'Higgins, la ampliación del Aeródromo General Bernardo O'Higgins, la construcción del Estadio Atlético Quilamapu y el mejoramiento de los liceos Narciso Tondreau y Marta Brunet. El año 2016 inaugura el Teatro Municipal de Chillán cual había quedado inconcluso desde 1943, además crea el plan regulador de la comuna, cual delimita las áreas urbanas de Chillán, Confluencia, Quinchamalí, El Guape, Rinconada de Cato, Reloca - Santa Raquel, Capilla Cox y Quinquehua, además asigna los primeros Inmuebles de conservación histórica de la ciudad.
En 2017, la filial de Chillán de la Asociación nacional de fútbol amateur de Chile, bautiza un estadio en la ciudad con el nombre de Sergio Zarzar, como forma de agradecimiento a la gestión edilicia, dado que en su mandato, fueron remodeladas diversas canchas de fútbol de barrios, usadas por equipos de la misma asociación. En 2017, es formalizado por desacato ante una orden de la Corte Suprema por un caso de usurpación de aguas en Termas de Chillán.

## Historial electoral

### Elecciones municipales de 2008
- Elecciones municipales de 2008, para la alcaldía de Chillán[17]

| Candidato                | Pacto                    | Partido | Votos  | %     | Resultado |
| ------------------------ | ------------------------ | ------- | ------ | ----- | --------- |
| Sergio Zarzar Andonie    | Alianza por Chile        | Ind-RN  | 43 425 | 59,49 | Alcalde   |
| Julio San Martín Chandia | Concertación Democrática | PDC     | 19 328 | 26,48 |           |
| Boris Calderón Romero    | Juntos Podemos Más       | PCCh    | 5067   | 6,94  |           |

### Elecciones municipales de 2012
- Elecciones municipales de 2012, para la alcaldía de Chillán[17]

| Candidato                | Pacto                    | Partido | Votos  | %     | Resultado |
| ------------------------ | ------------------------ | ------- | ------ | ----- | --------- |
| Sergio Zarzar Andonie    | Coalición                | Ind-RN  | 26 405 | 41,89 | Alcalde   |
| Aldo Bernucci Díaz       | Concertación Democrática | PRSD    | 23 940 | 37,98 |           |
| Cristián Quiroz Reyes    | Independiente            | Ind.    | 8888   | 14,10 |           |
| Claudio Martínez Fonseca | Independiente            | Ind.    | 1373   | 2,18  |           |

### Elecciones municipales de 2016
- Elecciones municipales de 2016, para la alcaldía de Chillán[18]

| Candidato             | Pacto                 | Partido | Votos  | %    | Resultado |
| --------------------- | --------------------- | ------- | ------ | ---- | --------- |
| Sergio Zarzar Andonie | Chile Vamos           | Ind-RN  | 27 115 | 56,8 | Alcalde   |
| Aldo Bernucci Díaz    | Nueva Mayoría         | PRSD    | 17 359 | 36,4 |           |
| Enrique Jara Rivera   | Pueblo Unido          | Ind.    | 2096   | 4,4  |           |
| Hugo Guiñez Mardones  | Chile Quiere Amplitud | Ind.    | 1155   | 2,4  |           |